# IC 4881
IC 4881 — галактика типу SBbc (компактна витягнута галактика) у сузір'ї Телескоп.
Цей об'єкт міститься в оригінальній редакції індексного каталогу.